# Vesmírné sémě
Vesmírné sémě (v anglickém originále Space Seed) je 22. díl první řady seriálu Star Trek. Premiéra epizody proběhla 16. února 1967.
Díl představuje postavu Khana, vojevůdce dávné pozemské minulosti, který se následně objevuje v celovečerním filmu Star Trek II: Khanův hněv, kde touží po pomstě kapitánu Kirkovi za události, které se odehrály právě v této epizodě.

## Příběh
Hvězdného data 3141.9 kosmická loď USS Enterprise (NCC-1701) vedená kapitánem Jamesem Tiberiem Kirkem nachází ve vesmíru volně plující loď identifikovanou jako SS Botany Bay, pocházející z konce 20. století, kdy Zemi zmítaly eugenické války.
Kapitán Kirk povolává do výsadku Dr. McCoye, pana Scotta a historičku Marlu McGiversovou. Na Botany Bay nachází větší množství spících lidí v jejich transportních schránkách. Při jejich návštěvě se začne jeden ze spících probouzet, ale jeho schránka selže a Dr. McCoy jej musí zachránit. McGiversová je už během výsadku z velitele "spící lodi" unešena. Na ošetřovně McCoy zjišťuje, že dotyčný je značně vyspělý a disponuje až nadlidskou silou. Kapitán Kirk se domnívá, že jde o pozůstatek z oněch eugenických válek, kdy se skupina lidí snažila vytvořit nadčlověka. Když se dotyčný probouzí, nejprve ohrožuje McCoye nožem, ale když zjišťuje, že z něj nemá strach, nechá toho. Při rozhovoru s kapitánem Kirkem se vyhýbá odpovědím na otázky ohledně jejich lodi, účelu cesty nebo data startu a prosí kapitána o novodobou technickou literaturu. Když historička McGiversová navštíví Khana, ten se netají náklonností k ní. Giversová navrhuje společnou večeři pro přivítání Khana v budoucnosti. Při oficiální večeři se opět Khan vyhýbá otázkám kapitána Kirka a pana Spocka, kteří se nemohou ztotožnit s jeho představou jediného vůdce světa. Po menší hádce Khan odchází do své kajuty a později za ním přichází McGiversová. Nemůže odolat jeho diktátorskému charismatu a po nátlaku mu slibuje spolupráci pro ovládnutí lodi.
Khanovi se daří uniknout z jeho kajuty a McGiversová zatím obsadila phaserem transportní místnost. Bývalý diktátor probouzí zbytek přeživších spolucestujících z Botany Bay. Kapitán Kirk už mezitím ví, že Khan byl jedním z diktátorů ovládající čtvrtinu Země a jeho výprava měla být azylem a hledáním nového světa k ovládnutí. Khanovi se daří za pomoci historičky McGiversové obsadit strojovnu a odpojit z můstku přísun vzduchu. Kapitán Kirk má na vybranou, předat velení Khanovi nebo zemřít s ostatními na udušení. Když sám Kirk omdlí, Khan nechává všechny přesunout do jiné místnosti, kde jim nabízí život, když mu pomohou řídit loď. Khan umístil Kirka do dekompresní komory a chce jej nechat zemřít, pokud ostatní nebudou spolupracovat. Žádné výhrůžky, ani sliby však na ostatní nezabírají a Khan začíná být zoufalý. Když vypadne obraz komory, označuje Kirka za mrtvého a posílá do komory pana Spocka. Kirk je však zachráněn McGiversovou a spolu se Spockem vpouští do místnosti anestetikum. Khan stihne utéct a schová se ve strojovně, kam za ním míří kapitán Kirk. Když se strhne boj mezi Khanem a Kirkem, začne kontrolní světlo signalizovat přetížení a jde v tu chvíli o celou loď. Kirkovi se daří Khana zneškodnit a nebezpečí eliminovat. Při oficiálním slyšení Kirk rozhoduje Khana s jeho lidmi vysadit na planetě Ceti Alpha V, která je značně nehostinná, ale dle kapitána ne více, než byla původní australská kolonie Botany Bay. Khan se pouze Kirka zeptá, jestli četl někdy Miltona. Poručík McGiversová má na výběr, ale rozhoduje se zůstat s Khanem ve vyhnanství. Šéfinženýr Scott se ptá, co znamenala ona zmínka s Miltonem. Kirk vysvětluje, že jde o Luciferův výrok, když byl svržen do pekla: „Raději vládnout peklu, než sloužit v nebi.“
Pan Spock ještě dodává, že by bylo zajímavé vrátit se na toto místo za 100 let a prohlédnout výsledek vyhnanství. Kirk přikyvuje, ale ani jeden ze zúčastněných netuší, že se s Khanem setkají mnohem dříve v událostech filmu Star Trek II: Khanův hněv.